# Dělník

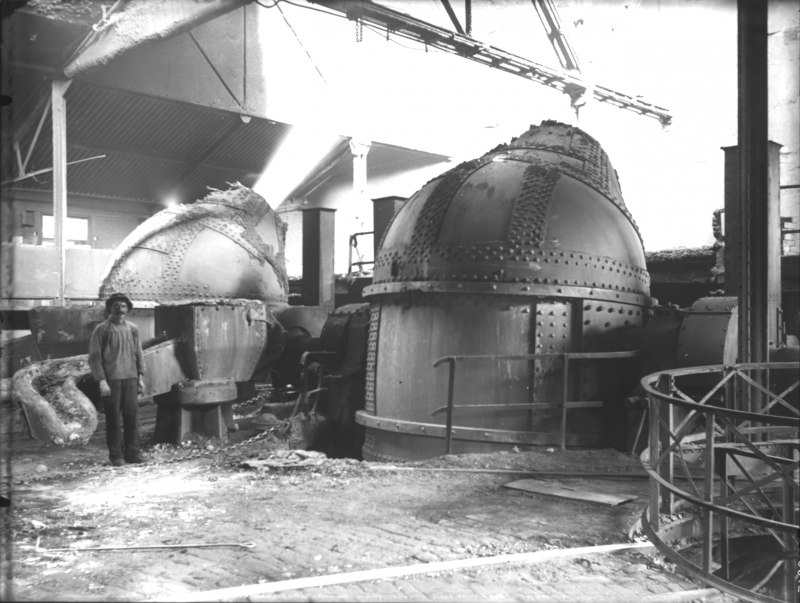
Dělník ve Vítkovických železárnách okolo roku 1900

Dělník je označení námezdně pracujícího člověka, vykonávajícího převážně fyzicky namáhavou práci. Od živnostníka jej odlišuje především závislost na zaměstnavateli a mentální pocit nesamostatnosti. Jedná se o obecné označení, které může být specifikováno přívlastkem podle druhu činnosti: např. textilní (textilák), přadelní (přadlák), lesní, stavební či hutní dělník. Podle míry vzdělanosti, resp.vyučení lze dělníky rozdělit na kvalifikované a nekvalifikované (pomocné). Společenská skupina dělníků se označuje jako dělnictvo nebo dělnická třída (ať už v Marxově, nebo Weberově pojetí).

## Integrační a dezintegrační faktory dělnictva
Sociální vrstva označovaná jako dělnictvo se rodila v postupném procesu, v němž se utvářelo vědomí společných zájmů a identity dělníků. Homogenizace dělnictva spočívala především v proměně tovaryše v dělníka v důsledku přechodu od cechovní k tovární výrobě, dále se ovšem musely překonat partikulární identity dělníků v jednotlivých výrobních odvětvích a v neposlední řadě míru stmelení dělnictva určovaly také rozdíly mezi dělníky v rámci jednoho odvětví (kvalifikovaní vs. nekvalifikovaní dělníci, mistři vs. nádeníci). Naopak integračně působily zejména společné prožitky z práce jako sdílení těžké fyzické práce, šikany, zážitek těžkého úrazu či smrti spolupracovníka nebo třeba stávky.